# Coupe des clubs champions européens 1962-1963
Navigation
Édition précédente Édition suivante
La Coupe des clubs champions européens 1962-1963 a vu la victoire du Milan AC.
C'est la première fois qu'un club italien remporte la compétition.
30 équipes de 29 associations de football ont pris part à la compétition qui s'est terminée le 22 mai 1963 par la finale au Wembley Stadium à Londres.

## Tour Préliminaire
| Équipe 1            | Résultat | Équipe 2                    | Aller | Retour | Appui    |
| ------------------- | -------- | --------------------------- | ----- | ------ | -------- |
| AC Milan            | 14 - 0   | US Luxembourg               | 8 - 0 | 6 - 0  | -        |
| Floriana FC         | 1 - 14   | Ipswich Town FC             | 1 - 4 | 0 - 10 | -        |
| CS Dinamo Bucarest  | 1 - 4    | Galatasaray SK              | 1 - 1 | 0 - 3  | -        |
| KS Polonia Bytom    | 6 - 2    | Panathinaïkos AO            | 2 - 1 | 4 - 1  | -        |
| CDNA Sofia          | 6 - 2    | FK Partizan                 | 2 - 1 | 4 - 1  | -        |
| Real Madrid CF      | 3 - 4    | RSC anderlechtois           | 3 - 3 | 0 - 1  | -        |
| Shelbourne FC       | 1 - 7    | Sporting Club Portugal      | 0 - 2 | 1 - 5  | -        |
| Dundee FC           | 8 - 5    | 1. FC Cologne               | 8 - 1 | 0 - 4  | -        |
| Servette FC 1890    | 5 - 7    | SC Feijenoord               | 1 - 3 | 3 - 1  | 1 - 3 ap |
| Fredrikstad FK      | 1 - 11   | Vasas SC                    | 1 - 4 | 0 - 7  | -        |
| FK Austria Vienne   | 7 - 3    | IFK Helsinki                | 5 - 3 | 2 - 0  | -        |
| ASK Vorwärts Berlin | 0 - 4    | VTJ Dukla Prague            | 0 - 3 | 0 - 1  | -        |
| Linfield FC         | 1 - 2    | Esbjerg fB                  | 1 - 2 | 0 - 0  | -        |
| IFK Norrköping      | 3 - 1    | FK Partizani Tirana         | 2 - 0 | 1 - 1  | -        |
| Stade de Reims      | exempté  |                             |       |        |          |
| SL Benfica          | exempté  | en tant que tenant du titre |       |        |          |

## Huitièmes de finale
| Équipe 1               | Résultat | Équipe 2          | Aller | Retour | Appui |
| ---------------------- | -------- | ----------------- | ----- | ------ | ----- |
| AC Milan               | 4 - 2    | Ipswich Town FC   | 3 - 0 | 1 - 2  | -     |
| Galatasaray SK         | 4 - 2    | KS Polonia Bytom  | 4 - 1 | 0 - 1  | -     |
| CDNA Sofia             | 2 - 4    | RSC anderlechtois | 2 - 2 | 0 - 2  | -     |
| Sporting Club Portugal | 2 - 4    | Dundee FC         | 1 - 0 | 1 - 4  | -     |
| SC Feijenoord          | 4 - 3    | Vasas SC          | 1 - 1 | 2 - 2  | 1 - 0 |
| FK Austria Vienne      | 3 - 7    | Stade de Reims    | 3 - 2 | 0 - 5  | -     |
| Esbjerg fB             | 0 - 5    | VTJ Dukla Prague  | 0 - 0 | 0 - 5  | -     |
| IFK Norrköping         | 2 - 6    | SL Benfica        | 1 - 1 | 1 - 5  | -     |

## Quarts de finale
| Équipe 1          | Résultat | Équipe 2         | Aller | Retour |
| ----------------- | -------- | ---------------- | ----- | ------ |
| Galatasaray SK    | 1 - 8    | AC Milan         | 1 - 3 | 0 - 5  |
| RSC anderlechtois | 2 - 6    | Dundee FC        | 1 - 4 | 1 - 2  |
| Stade de Reims    | 1 - 2    | SC Feijenoord    | 0 - 1 | 1 - 1  |
| SL Benfica        | 2 - 1    | VTJ Dukla Prague | 2 - 1 | 0 - 0  |

## Demi-finales
| Équipe 1      | Résultat | Équipe 2   | Aller | Retour |
| ------------- | -------- | ---------- | ----- | ------ |
| AC Milan      | 5 - 2    | Dundee FC  | 5 - 1 | 0 - 1  |
| SC Feijenoord | 1 - 3    | SL Benfica | 0 - 0 | 1 - 3  |

## Finale
| Finale                           | AC Milan         | 2 – 1   | SL Benfica  |                                                                                          |                                                                                          |
| Mercredi 22 mai 1963 15 h 00 BST | Altafini 58e 69e | (0 - 1) | 19e Eusébio | Stade de Wembley, Londres Spectateurs : 45 715 Vidéo du match Arbitrage : Arthur Holland | Stade de Wembley, Londres Spectateurs : 45 715 Vidéo du match Arbitrage : Arthur Holland |
| Mercredi 22 mai 1963 15 h 00 BST | Rapport          |         |             | Stade de Wembley, Londres Spectateurs : 45 715 Vidéo du match Arbitrage : Arthur Holland | Stade de Wembley, Londres Spectateurs : 45 715 Vidéo du match Arbitrage : Arthur Holland |